# Canadian Open 1988
Die Canada Open 1988 im Badminton fanden vom 3. bis zum 6. November 1988 in Calgary, Kanada, statt. Mit einem Preisgeld von 15.000 US-Dollar wurde das Turnier als 1-Sterne-Turnier in der Grand-Prix-Wertung eingestuft.

## Finalresultate
| Disziplin    | Sieger                             | Finalist                  | Ergebnis          |
| ------------ | ---------------------------------- | ------------------------- | ----------------- |
| Herreneinzel | Steve Butler                       | Sze Yu                    | 7:15, 15:10, 15:5 |
| Dameneinzel  | Zheng Baojun                       | Li Dienu                  | 11:5, 11:6        |
| Herrendoppel | Jens Peter Nierhoff Henrik Svarrer | Yang Kesen Zheng Shoutai  | 15:9, 15:4        |
| Damendoppel  | Eline Coene Erica van Dijk         | Chung So-young Kim Yun-ja | 15:4, 15:3        |
| Mixed        | Henrik Svarrer Erica van Dijk      | Mike Bitten Doris Piché   | 15:13, 15:10      |